# Andreï Tchikatilo
 (novembre 2009).
Si vous disposez d'ouvrages ou d'articles de référence ou si vous connaissez des sites web de qualité traitant du thème abordé ici, merci de compléter l'article en donnant les références utiles à sa vérifiabilité et en les liant à la section « Notes et références ».
Andreï Romanovitch Tchikatilo (Андре́й Рома́нович Чикати́ло), né le 16 octobre 1936 à Iablotchnoïe (un village de l'oblast de Soumy, alors en RSS d'Ukraine) et mort le 14 février 1994 à Novotcherkassk (Russie), est un tueur en série soviétique.
Surnommé entre autres « le monstre de Rostov », il est classé parmi les plus grands criminels et maniaques du siècle. Il est exécuté d'une balle dans la nuque.

## Biographie
Les parents d'Andreï Tchikatilo étaient agriculteurs. Sous le regime de Staline, la collectivisation des terres a engendré d'importantes famines. La famine en Ukraine est telle que sa mère lui raconte que son frère Stephan, de quatre ans son aîné, a été enlevé, tué et mangé par des voisins cannibales. Il vit avec ses parents dans une petite cabane et dort dans l'unique lit familial. À chaque fois qu'il urine dans son lit la nuit, sa mère le bat [source insuffisante].
Après des études de langues, de littérature, et de génie mécanique à l'Université de Rostov, Tchikatilo devient instituteur. En 1963, il se marie avec Feodosia Odnatcheva, fille d'un mineur, avec qui il a une fille, Lioudmila, puis un garçon, Iouri, malgré les pannes sexuelles répétées de l'époux. Il trouve par la suite dans la région de Rostov-sur-le-Don un emploi de commis à l'approvisionnement dans une usine de construction, métier qui lui permet de beaucoup voyager afin d'acheter des matières premières.
Tueur en série organisé, il assassine dans cette région des femmes et de nombreux enfants des deux sexes. Impuissant, il ne peut obtenir de satisfaction sexuelle qu’en torturant et en assassinant. Il les mutile puis consomme la chair de ses victimes, notamment les seins et les organes sexuels ; il retire les yeux du corps de ses victimes (énucléation). Il est possible qu'il ait également ressenti un plaisir sexuel en mangeant ses victimes. Tchikatilo affirme être dégoûté par ce qu'il appelait les « mœurs relâchées » de ses victimes, principalement des prostituées et des fugueurs.

## L'enquête
Le 22 décembre 1978, Ielena Zakotnova, une écolière de neuf ans, est violée, poignardée et étranglée par Tchikatilo. On retrouve son cadavre deux jours plus tard au bord de la rivière Grouchevka, dans les faubourgs de la ville de Chakhty, dans la région de Rostov-sur-le-Don. L'enquête est bâclée et, même si Tchikatilo est soupçonné et interrogé, l'instruction s'oriente vers un autre suspect, Alexandre Kravtchenko, 26 ans, un criminel condamné pour meurtre alors qu'il était encore mineur, mais en liberté conditionnelle. À l'issue d'une garde à vue musclée, Kravtchenko avoue l'assassinat de la fillette. Malgré sa rétractation ultérieure et les incohérences du dossier, il est condamné à mort et exécuté.
Tchikatilo commet son deuxième meurtre trois ans plus tard, le 3 septembre 1981. La victime est une prostituée de 17 ans, Larissa Tkatchenko. Encore neuf mois plus tard, le 12 juin 1982, c'est le tour d'une fillette de 12 ans, Lioubov Biriouk.
Quarante-neuf autres meurtres, tous perpétrés de façon semblable, seront retenus par la justice. Malgré les similitudes entre les assassinats, notamment le mode opératoire, les responsables soviétiques du parquet et de la milice refusent longtemps de considérer qu'il puisse s'agir de l'œuvre d'un seul tueur : pour l'idéologie officielle, les tueurs en série ne pouvaient exister dans la société socialiste.
Le ministère de l'Intérieur met en place en 1983 une task force sous la direction du commandant Mikhaïl Fetisov qui recrute les meilleurs spécialistes de la police soviétique, en premier lieu le lieutenant Viktor Bourakov. Ce dernier se mue en profiler, établissant un portrait-robot, consultant le psychiatre Alexandre Boukhanovski (ru) pour avoir un profil psychologique du criminel et s'entretenant avec un tueur en série psychopathe emprisonné, Anatoli Slivko, qui lui confirme le portrait du psychiatre : victime d'abus sexuels dans son enfance, le tueur en série exerce une profession qui l'oblige à beaucoup voyager. Ce n'est qu'avec la glasnost et la perestroïka vers la fin des années 1980, que l'enquête s'oriente vers l'hypothèse d'un tueur unique. Le groupe sanguin du tueur, déterminé grâce à des analyses de sperme séché retrouvé sur le corps des victimes, est alors correctement exploité. En tout, plus de 165 000 prises de sang et 500 000 contrôles sont réalisés. Tchikatilo est lui-même contrôlé en 1984 par une prise de sang, dont l'analyse l'innocente en raison de l'absence de concordance avec celle du sperme retrouvé sur les victimes. Lorsqu'en 1990 sa culpabilité est établie hors de tout doute, les plus grands experts médico-légaux de l'Union soviétique déclareront avoir découvert à cette occasion un phénomène d'une extrême rareté : un homme dont les cellules de sang et celles du sperme présentent une histocompatibilité différente.
Bourakov, remis d'une sévère dépression nerveuse à la suite d'une période de découragement, découvre que le terrain de chasse du tueur est les gares routières et ferroviaires, repérant des proies faciles, prostituées, fugueurs. Avec l'aide du policier Issa Kostoïev qui a déjà arrêté des tueurs en série, il fait placer 350 policiers en faction dans les gares, la plupart en uniforme pour que le tueur se rabatte sur les gares uniquement surveillées par ceux en civil.
Le 6 novembre 1990, Tchikatilo est contrôlé par un policier en civil près d'une gare ferroviaire avec des traces d'herbe sur le pantalon et du sang sur le visage, peu de temps avant la découverte d'un nouveau corps. Bourakov et Kostoïev croisent le rapport de ce policier avec le profil psychologique qu'ils ont établi. Le 20 novembre 1990, il est arrêté devant son domicile familial. Les enquêteurs découvrent dans sa mallette un couteau de cuisine. Tchikatilo passe rapidement aux aveux : « Je suis persuadé que je souffre d'une espèce de maladie », explique-t-il pour se justifier. Tueur, violeur, anthropophage, il se crédite lui-même de 55 assassinats alors que la justice, faute de preuves, en retient 52 : 21 garçons de 8 à 16 ans, 14 fillettes appartenant à la même classe d'âge et 17 femmes adultes.
Le procès de Tchikatilo s'ouvre le 14 avril 1992. Dans le box des accusés séparé par des barreaux du reste de la salle (comme c'est la règle dans les prétoires russes pour les procès criminels), il coupe les plaidoiries par des soufflements d'impatience ou des bribes de phrases incohérentes.
Condamné à mort le 15 octobre 1992 pour le meurtre de 52 femmes, enfants et adolescents entre 1978 et 1990, principalement dans la région de Rostov-sur-le-Don, actuelle fédération de Russie, il est exécuté d'une balle dans la nuque le 14 février 1994.

## Œuvres sur le sujet
En 1995, un téléfilm américain intitulé Citizen X, réalisé par Chris Gerolmo, tente sous la forme d'une fiction de retracer le parcours du tueur en série ainsi que l'enquête qui a conduit à son arrestation.
En 2004 sort le film italien Evilenko, librement inspiré du même sujet.
En 2005, le réalisateur russe Mikhail Volokhov sort un film intitulé Вышка Чикатило (Calvaire de Tchikatilo) présenté au 27e festival du film de Moscou. Une performance artistique en est tirée la même année.
En 2008, le roman Enfant 44 (Child 44), de l'écrivain britannique Tom Rob Smith, est publié. Celui-ci est basé sur les crimes d'Andreï Tchikatilo et l'enquête menée par Leo Demidov, un brillant et prometteur agent du MGB, les services de la securité de Moscou.
En 2009, la chanson Psychopathy Red de l'album World Painted Blood du groupe de thrash metal américain Slayer est inspirée par les crimes de Tchikatilo.
En 2013, les paroles du morceau The Butcher of Rostov du groupe norvégien Blood Tsunami sur l'album For Faen! portent sur Tchikatilo et ses crimes.
En 2015, Fresh Otis publie le morceau Andrei Tchikatilo dans le trois titres Kaisersnitt.
En 2015 sort le film Enfant 44 (Child 44), réalisé par Daniel Espinosa, écrit par Richard Price, d'après le roman de Tom Rob Smith. Avec, notamment : Tom Hardy, Noomi Rapace, Gary Oldman, Vincent Cassel.
En 2017, Maud Tabachnik publie L'impossible définition du mal. Ce roman qui raconte la traque d’un tueur en série cannibale dans la Russie de Poutine, s'inspire de Tchikatilo.
Dans l'anime L'Attaque des Titans, un des deux premiers titans (humanoïdes gigantesques et anthropophages) capturés vivants par la cheffe d'escouade Hansi Zoe est nommé Chikatiloni.